# Кеттерінг (Огайо)
Кеттерінг (англ. Kettering) — місто (англ. city) в США, в округах Монтгомері і Грін штату Огайо. Населення — 57 862 особи (2020).

## Географія
Кеттерінг розташований за координатами 39°41′46″ пн. ш. 84°9′2″ зх. д. / 39.69611° пн. ш. 84.15056° зх. д. (39.695991, -84.150437).  За даними Бюро перепису населення США в 2010 році місто мало площу 48,48 км², з яких 48,37 км² — суходіл та 0,10 км² — водойми.

## Демографія
Згідно з переписом 2010 року, у місті мешкали 56 163 особи в 25 427 домогосподарствах у складі 14 979 родин. Густота населення становила 1159 осіб/км².  Було 27602 помешкання (569/км²).
Расовий склад населення:
| - 92,6 % — білих - 3,3 % — чорних або афроамериканців - 1,3 % — азіатів - 0,2 % — корінних американців |

До двох чи більше рас належало 2,1 %. Частка іспаномовних становила 2,1 % від усіх жителів.
За віковим діапазоном населення розподілялося таким чином: 21,0 % — особи молодші 18 років, 61,0 % — особи у віці 18—64 років, 18,0 % — особи у віці 65 років та старші. Медіана віку мешканця становила 40,9 року. На 100 осіб жіночої статі у місті припадало 91,2 чоловіків;  на 100 жінок у віці від 18 років та старших — 87,4 чоловіків також старших 18 років.
Середній дохід на одне домашнє господарство  становив 65 520 доларів США (медіана — 50 608), а середній дохід на одну сім'ю — 80 172 долари (медіана — 64 417). Медіана доходів становила 47 990 доларів для чоловіків та 39 379 доларів для жінок. За межею бідності перебувало 12,3 % осіб, у тому числі 18,7 % дітей у віці до 18 років та 6,9 % осіб у віці 65 років та старших.
Цивільне працевлаштоване населення становило 27 701 осіб. Основні галузі зайнятості: освіта, охорона здоров'я та соціальна допомога — 28,1 %, роздрібна торгівля — 12,6 %, науковці, спеціалісти, менеджери — 10,9 %, виробництво — 10,5 %.